# Scott Ainslie

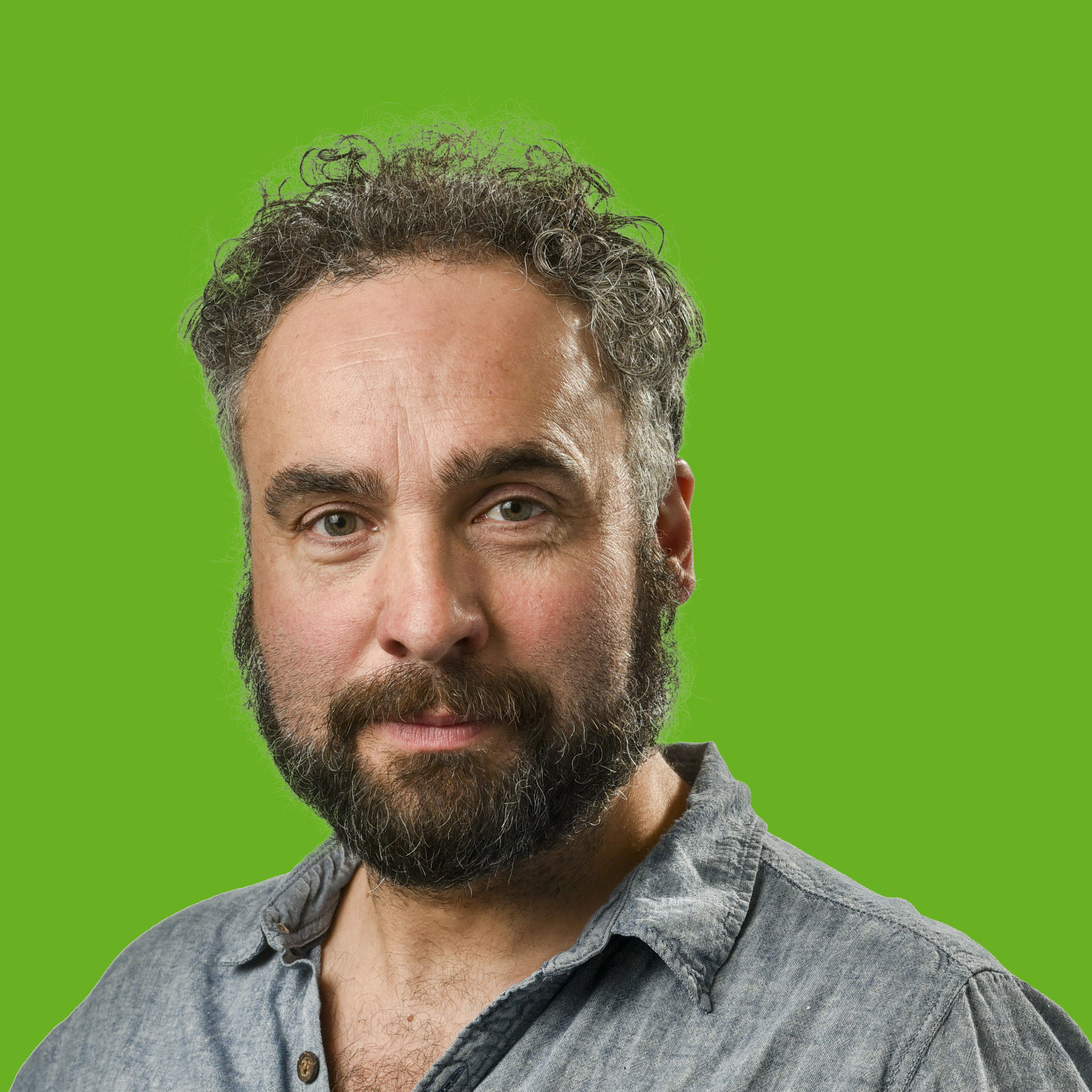
Scott Ainslie (2020)

Scott Ainslie (* 27. Dezember 1968 in Edinburgh) ist ein britischer Schauspieler und Politiker (Green Party of England and Wales). Ab der Europawahl 2019 bis zum 31. Januar 2020 war er Mitglied des Europaparlaments als Teil der Fraktion Die Grünen/EFA.

## Leben
Scott Ainslie studierte Wirtschaftswissenschaften an der Edinburgh Napier University, dem schloss er ein Schauspielstudium an der Mountview Academy of Theatre Arts in London an. In der zweiten Hälfte der 1990er Jahre ließ er sich dauerhaft in Streatham nieder. Als Theaterschauspieler stand er seit 1995 regelmäßig auf verschiedenen Bühnen. Er spielte auch in Fernseh- und Filmproduktionen, darunter The Zombie Diaries (2006) und Little Deaths (2011).
Ainslie war Mitglied der Labour Party, später trat er der Green Party of England and Wales bei. Im Jahr 2014 wurde er in den Gemeinderat des Londoner Stadtbezirks Lambeth gewählt und stellte sich erfolgreich zur Wiederwahl.
2019 nominierte ihn seine Partei für die Europawahl 2019 auf den ersten Listenplatz der Partei im britischen Europawahlkreis London. Seine Partei holte mit 12,5 Prozent der Stimmen ein Mandat in dem Wahlkreis, das Ainslie annahm. Er trat der Fraktion Die Grünen/EFA bei, für die er Mitglied im Ausschuss für Verkehr und Tourismus war. Zudem war er stellvertretendes Mitglied im Ausschuss für konstitutionelle Fragen. Im Rahmen des Austritts des Vereinigten Königreichs aus der Europäischen Union verließ Ainslie das Europäische Parlament zum 31. Januar 2020.